# Ukraine ved sommer-OL 2024
Ukraine deltog i sommer-OL 2024 i Paris, Frankrig, fra den 26. juli til den 11. august 2024.
Udøvere for Ukraine vandt totalt 12 medaljer.

## Medaljer
| 2024 Paris | Guld | Sølv | Bronze | Total |
| Ukraine    | 3    | 5    | 4      | 12    |

### Medaljevinderne
| Ukraine under sommer-OL 2024 i Paris | Ukraine under sommer-OL 2024 i Paris                           | Ukraine under sommer-OL 2024 i Paris | Ukraine under sommer-OL 2024 i Paris | Ukraine under sommer-OL 2024 i Paris |
| Medalje                              | Navn                                                           | Sport                                | Event                                | Dato                                 |
| ------------------------------------ | -------------------------------------------------------------- | ------------------------------------ | ------------------------------------ | ------------------------------------ |
| Guld                                 | Olga Kharlan Alina Komashchuk Olena Kravatska Yuliya Bakastova | Fægtning                             | Damernes hold i sabel                | 3. august                            |
| Guld                                 | Yaroslava Mahuchikh                                            | Atletik                              | Damernes højdespring                 | 4. august                            |
| Guld                                 | Oleksandr Khyzhniak                                            | Boksning                             | Herrernes 80 kg                      | 7. august                            |
| Sølv                                 | Serhiy Kulish                                                  | Skydning                             | Men's 50 m air rifle three positions | 1. august                            |
| Sølv                                 | Illia Kovtun                                                   | Gymnastik                            | Men's parallel bars                  | 5. august                            |
| Sølv                                 | Parviz Nasibov                                                 | Brydning                             | Men's Greco-Roman 67 kg              | 8. august                            |
| Sølv                                 | Liudmyla Luzan Anastasiia Rybachok                             | Kano og kajak                        | Women's C-2 500 m                    | 9. august                            |
| Sølv                                 | Iryna Koliadenko                                               | Brydning                             | Damernes 62 kg fristil               | 10. august                           |
| Bronze                               | Olga Kharlan                                                   | Fægtning                             | Damernes sabel                       | 29. juli                             |
| Bronze                               | Iryna Herashchenko                                             | Atletik                              | Damernes højdespring                 | 4. august                            |
| Bronze                               | Mykhaylo Kokhan                                                | Atletik                              | Mændenes hammerkast                  | 4. august                            |
| Bronze                               | Zhan Beleniuk                                                  | Brydning                             | Mændenes 87 kg græsk-romersk stil    | 8. august                            |